# Су Ічжень
Су Ічжень (кит.: 蘇益仁, нар. 1950) — тайваньський медичний дослідник і науковець, який був директором відділу інфекційних захворювань Національного науково- дослідного інституту охорони здоров'я Тайваню.

## Кар'єра
Су отримав ступінь доктора медичних наук у медичній школі Національного тайванського університету в 1976 році, та ступінь доктора філософії з патології в 1987 році. Його наукові дослідження зосереджені на вірусних та вірусно-асоційованих ракових захворюваннях. людини. Він був співавтором книги «SARS in Taiwan: an overview and lessons learned», опублікованої в «The International Journal of Infectious Diseases», яка мала на меті описати епідеміологію SARS на Тайвані в період з березня по липень 2003 року разом із реакцією громадської охорони здоров'я. Су опублікував понад 200 статей у журналах, включаючи «The Lancet», «Blood», «Journal of Clinical Investigation» та «The American Journal of Pathology». Він був доповідачем на 4-й Міжнародній конференції та виставці з метаболоміки та системної біології в 2015 році.
Протягом 2002 року Су викладав у Національній медичній школі Тайванського університету, а також керував відділом клінічних досліджень Національного науково-дослідного інституту охорони здоров'я. Після свого перебування на посаді директора Центру контролю за захворюваннями Су повернувся до відділу клінічних досліджень науково-дослідного інституту, а потім обійняв посаду директора Національного інституту інфекційних хвороб і вакцинології, іншого підрозділу Національного науково- дослідного інституту охорони здоров'я Тайваню. Раніше Су був професором кафедри біотехнології Науково-технічного університету Південного Тайваню, а також викладав у Національному університеті Ченкунь. В університеті Ченкунь Су одночасно обіймав посаду заступника начальника Національної університетської лікарні Ченкунь.

## SARS на Тайвані
Су був призначений директором Центрів з контролю за захворюваннями в травні 2003 року, в розпал спалаху SARS у 2002—2004 роках. Він оголосив про свою відставку з посади в січні 2004 року, але залишався на посаді до травня 2004 року. Після спалаху Су почав щорічні репетиції можливої пандемії походженням з Китаю після того, як SARS вбив понад 20 % осіб, інфікованих ним, на Тайвані. Під час епідемії SARS він розробив методологію зниження вірусного навантаження серед хворих у лікарняних палатах. Він заявив, що недопущення тайванських медичних експертів до міжнародних зустрічей під час епідемії SARS перешкоджало зусиллям із запобігання поширення хвороби.

## Пандемія COVID-19
Про епідемію COVID-19 на Тайвані Су заявив: «Ситуація в [західних] країнах зараз нагадує ситуацію, в якій ми були протягом перших кількох тижнів поширення SARS на Тайвані на початку 2003 року». Він зазначив, що настрої Тайваню щодо пандемії кардинально відрізняються від загального почуття розгубленості та паніки в Європі та Сполучених Штатах. Су пояснив ці відмінності швидкою реакцією Тайваню на COVID-19. Тайвань визнав це головною загрозою, тоді як інші країни цього не зробили, і застосував ефективну стратегію швидкого розповсюдження тестів серед населення.
У перші дні спалаху коронавірусу Су закликав органи охорони здоров'я Тайваню направити групу дослідників в Ухань. Коли представники австралійських засобів масової інформації поїхали на Тайвань і взяли інтерв'ю у Су, він сказав їм не довіряти точності даних Китаю чи Всесвітньої організації охорони здоров'я. Су сказав, що дані ВООЗ відстають від реальної ситуації. Деякі дані підтверджували, що Китай не надає точних даних, а нові оцінки показують, що кількість померлих в Ухані могла бути в 10 разів більшою, ніж офіційно повідомлялося.
Су вважав, що протягом розвитку епідемії симптоми хвороби можуть урізноманітнюватися, наприклад з'явитися діарея або нейросенсорні порушення. Він виступав проти спроб виробити колективний імунітет, і описує це як «останній засіб».
Він висловив занепокоєння з приводу можливого виходу вірусів із дослідницьких лабораторій, у тому числі з об'єкта на Тайвані, внаслідок людської помилки.